# Kurpiewskie (osada leśna)
Kurpiewskie – osada leśna w Polsce położona w województwie mazowieckim, w powiecie ostrołęckim, w gminie Lelis.